# 巴斯克維爾的獵犬 夏洛克劇場版
《巴斯克維爾的獵犬 夏洛克劇場版》是2022年日本懸疑片，是2019年富士電視台週一晚間九點連續劇《夏洛克：未敘之章》的劇場版作品，由西谷弘執導，東山狹編劇，藤岡靛主演。

## 演員
- 譽獅子雄：藤岡靛[1]
- 若宮潤一：岩田剛典[1]
- 蓮壁紅：新木優子[4]
- 蓮壁千鶴男：西村雅彥[4]
- 蓮壁依羅：稻森泉[4]
- 蓮壁千里：村上虹郎[4]
- 馬場杜夫：椎名桔平[4]
- 捨井遙人：小泉孝太郎[4]
- 冨樂雷太：澀川清彥[4]
- 冨樂朗子：廣末涼子[4]
- 江藤禮二：佐佐木藏之介[4]
- 小暮久美子：山田真步[4]

## 製作人員
- 原案：亞瑟·柯南·道爾《巴斯克維爾的獵犬》
- 導演：西谷弘
- 劇本：東山狹
- 配樂：菅野祐悟
- 主題曲：由薫「lullaby」（UNIVERSAL J）
- 製片：太田大、高木由佳、石塚紘太
- 攝影：山本英夫（J.S.C.）
- 照明：小野晃
- 整音：瀬川徹夫
- 音效：藤丸和德
- 剪輯：山本正明
- 場記：原田侑子
- 副導演：村上秀晃
- 發行：東寶
- 製片公司：角川大映Studio
- 製作：電影「巴斯克維爾的獵犬」製作委員會

## 外部連結
- 官方网站（日語）
- 巴斯克維爾的獵犬 夏洛克劇場版的X（前Twitter）（日語）
- 巴斯克維爾的獵犬 夏洛克劇場版的Instagram帳戶（日語）